# Schwartzsche Villa

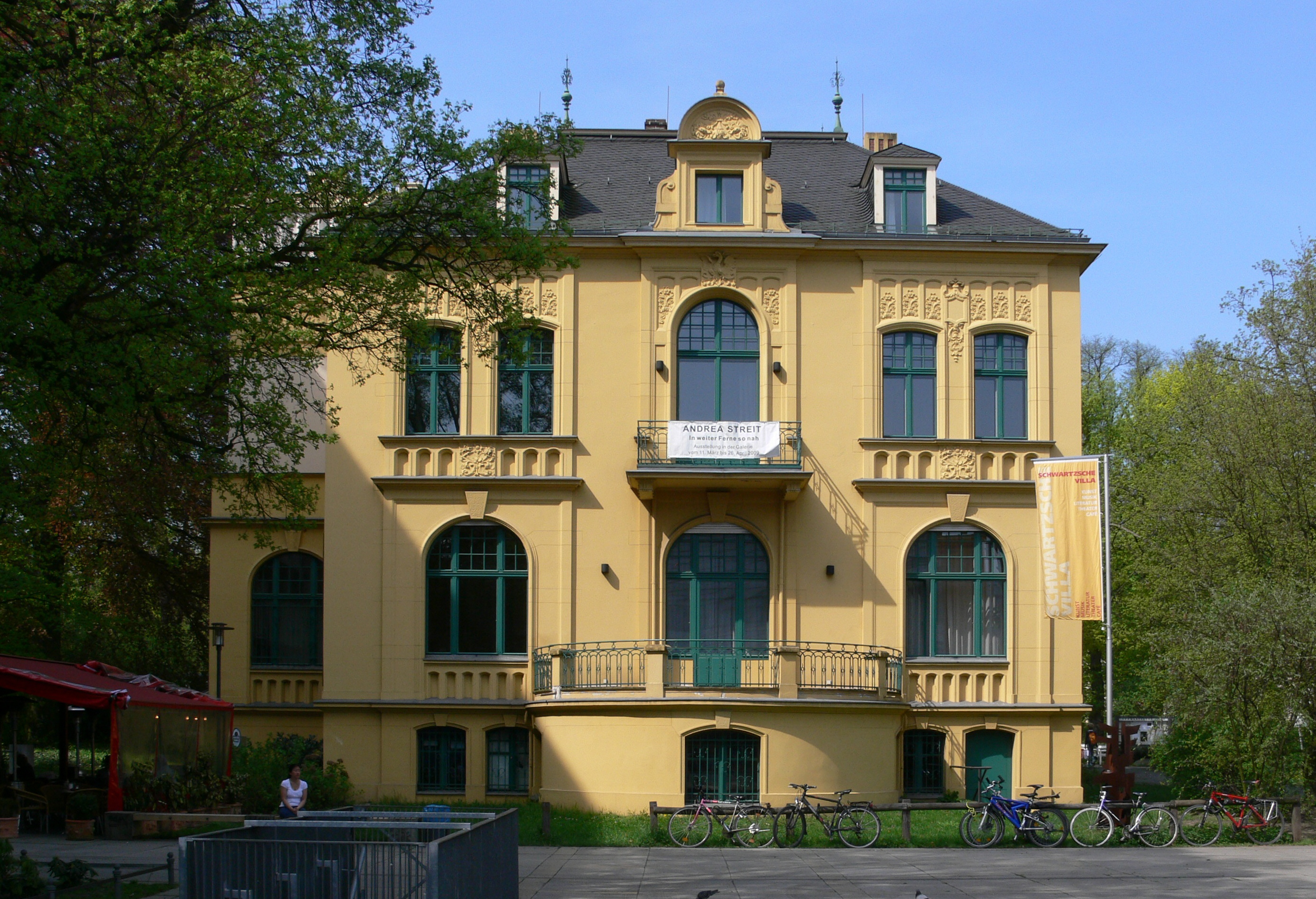
Schwartzsche Villa, 2009

Die Schwartzsche Villa ist ein Baudenkmal in der Grunewaldstraße 55 im Berliner Ortsteil Steglitz. Das Gebäude wurde 1895/1896 von Christian Heidecke erbaut und 1898 als Sommersitz des Bankiers Carl Schwartz eingeweiht. Es beherbergt seit 1995 eine öffentliche Kultureinrichtung des Fachbereichs Kultur Steglitz-Zehlendorf, seit 2017 unter der Leitung von Brigitte Hausmann.

## Geschichte
Der Bankier Carl Schwartz beauftragte 1895, ein Jahr nach seiner Pensionierung, den Architekten Christian Heidecke, der vorher schon das Haus von Max Liebermann am Pariser Platz 6 und 7 erbaut hatte, mit dem Bau der Villa. Das Haus wurde am 16. Februar 1898 anlässlich der Taufe des ersten Enkels eingeweiht.
Die Villa diente der Familie bis zum Tod von Carl Schwartz im Jahr 1915 als Sommersitz. Nach einem Umbau 1915 wohnten zwei Töchter des Bankiers zusammen mit deren Familien bis zum Ende des Zweiten Weltkriegs in diesem Haus. Mit Gabriele Schwartz starb in den letzten Kriegswochen bei einem Luftangriff das letzte im Haus lebende Familienmitglied, und das Haus stand zunächst leer.
In den Nachkriegsjahren wurden Teile des Hauses von der Wadzeck-Anstalt, einem Waisenhaus, genutzt, das jedoch 1947 nach Lichterfelde umzog. Die Schwartzsche Villa war durch den starken Verkehr in der mittlerweile sich stark gewandelten Umgebung ungeeignet für eine derartige Nutzung. Die spätere Nutzung als Lager für die Firma Butter-Beck wurde vom Bezirkswohnungsamt als Zweckentfremdung von Wohnraum eingestuft und damit verboten. 1961 wurde schließlich das Grundstück von der Erbengemeinschaft der Nachkommen durch das Land Berlin erworben, ursprünglich, um dort einen Erweiterungsbau des Rathauses zu errichten. Hierfür hätte die Villa abgerissen werden müssen. Sie war dann lange von Studenten und Wohngemeinschaften belegt. In späteren Bebauungsplänen waren der Bau eines Hauses der Erwachsenenbildung (Volkshochschule) oder eines Hallenbades vorgesehen. Gegen diese Pläne setzte sich aber seit Anfang 1981 eine Kulturinitiative Lankwitz für die Erhaltung und den Umbau der Villa zum Kulturzentrum ein. Um für die Idee zu werben, wurde u. a. im Juni 1981 ein erstes Straßenfest auf dem Hermann-Ehlers-Platz veranstaltet.
In Folge dieser Initiative wurde das Haus 1983 unter Denkmalschutz gestellt, und es gründete sich ein Trägerverein Kulturhaus Schwartzsche Villa, der ein Nutzungskonzept erarbeitete. Nach einer bezirklichen Entscheidung für ein Kulturzentrum wurden vom Abgeordnetenhaus von Berlin zehn Millionen Mark (kaufkraftbereinigt in heutiger Währung: rund 11,39 Millionen Euro) für einen Umbau der Villa bewilligt. 97 Jahre nach der Einweihung als Sommersitz der Familie Schwartz erfolgte eine zweite Grundsteinlegung. 1995 konnte die Schwartzsche Villa als Kulturhaus eröffnet werden. In diesem befinden sich neben der Galerie ein Konzert- und Veranstaltungssaal, ein Zimmertheater, ein Atelier, eine Druckwerkstatt, ein Fotolabor, eine Probebühne und ein Musikraum.

## Heutige Nutzung
Neben Ausstellungen in der Galerie und im Atelier werden Konzerte im Salon und Aufführungen im Zimmertheater präsentiert. Auch werden Kunstkurse für Kinder angeboten und die Räume des Hauses können für Proben und Werkstattarbeiten genutzt werden. Konzerte und Lesungen werden vor allem von externen Veranstaltern geplant und ausgerichtet. Die Ausstellungen präsentieren Werke zeitgenössischer Künstler, ein weiterer Themenschwerpunkt ist die Regionalgeschichte.
Im Erdgeschoss befindet sich ein Café, in dem Menschen mit Behinderung zu tariflichen Bedingungen ausgebildet werden und arbeiten.
Die Parkanlage hinter der Schwartzschen Villa trägt seit Oktober 2022 den Namen Charkiw-Park.